# 临沂实验中学
临沂实验中学是中國山東省临沂市的一所初級中學，建立于1996年。老校区占地19600平方米，建筑面积25810平方米；北校区占地48133平方米，建筑面积31000平方米。